# NGC 3307
NGC 3307 је спирална галаксија у сазвежђу Хидра која се налази на NGC листи објеката дубоког неба.
Деклинација објекта је - 27° 31' 44" а ректасцензија 10h 36m 17,2s. Привидна величина (магнитуда) објекта NGC 3307 износи 13,7 а фотографска магнитуда 14,6. NGC 3307 је још познат и под ознакама ESO 501-31, MCG -4-25-29, PGC 31430.